# Abdul Karim
Hafiz Mohammed Abdul Karim (1863-1909), conocido como «el Munshi», fue un ayudante indio musulmán de la reina Victoria, que ganó su afecto durante los últimos quince años de su reinado. Tan cercana era su relación que Karim viajaba con ella, la acompañaba a la ópera y le hacía regalos personales.
Karim nació cerca de Jhansi en la India británica, hijo de un asistente de hospital. En 1887, año del jubileo de oro de Victoria, Karim fue uno de los dos indios seleccionados para convertirse en siervos de la reina. Karim se ganó el afecto de la reina, que le dio el título de «Munshi», una palabra hindi-urdu a menudo traducida como «empleado» o «maestro». Victoria lo nombró su secretario indio, lo colmó de honores y le otorgó una concesión de tierra en la India.
La estrecha relación entre Karim y la reina llevó a crear fricción dentro de la Casa Real, ya que los demás miembros se sentían superiores a él. La reina insistió en que Karim la acompañara en sus viajes, lo que provocó discusiones entre ella y sus asistentes. Tras la muerte de Victoria en 1901, su sucesor, Eduardo VII, devolvió a Karim a la India y ordenó la confiscación y la destrucción de la correspondencia del Munshi con Victoria. Karim posteriormente vivió cómodamente cerca de Agra, en la finca que Victoria le había regalado, hasta su temprana muerte a la edad de 46 años.

## Biografía

### Nacimiento y primeros años
Mohammed Abdul Karim nació en el seno de una familia musulmana en Lalitpur, cerca de Jhansi, en 1863. Su padre, Haji Mohammed Waziruddin, era asistente de hospital destinado en el Central India Horse, un regimiento de caballería británico. Karim tenía un hermano mayor, Abdul Aziz, y cuatro hermanas menores. Le enseñaron persa y urdu en privado y, cuando era adolescente, viajó por el norte de la India y hasta Afganistán. El padre de Karim participó en la marcha concluyente a Kandahar, que puso fin a la segunda guerra anglo-afgana, en agosto de 1880. Después de la guerra, el padre de Karim fue transferido del Central India Horse a un puesto civil en la Cárcel Central de Agra, mientras que Karim trabajaba como vakil ("agente" o "representante") del Nawab de Jaora en el Agencia de Agar. Después de tres años en Agar, Karim renunció y se mudó a Agra para convertirse en empleado vernáculo en la cárcel. Su padre arregló el matrimonio entre Karim y la hermana de un compañero de trabajo. 
Los presos en la cárcel de Agra fueron entrenados y empleados como tejedores de alfombras como parte de su rehabilitación. En 1886, 34 convictos viajaron a Londres para demostrar el tejido de alfombras en la Exhibición Colonial e India en South Kensington . Karim no acompañó a los prisioneros, pero ayudó al superintendente de la cárcel, John Tyler, a organizar el viaje y ayudó a seleccionar las alfombras y los tejedores. Cuando la reina Victoria visitó la exhibición, Tyler le obsequió dos brazaletes de oro, nuevamente elegidos con la ayuda de Karim. La Reina tenía un interés de larga data en sus territorios indios y deseaba emplear a algunos sirvientes indios para su Jubileo de Oro. Le pidió a Tyler que contratara a dos asistentes que estarían empleados durante un año. Karim fue entrenado apresuradamente en modales británicos y en el idioma inglés y enviado a Inglaterra, junto con Mohammed Buksh. El general de división Thomas Dennehy, que estaba a punto de ser nombrado miembro de la Casa Real, había empleado previamente a Buksh como sirviente. Se planeó que los dos indios inicialmente sirvieran en la mesa y aprendieran a hacer otras tareas. 

### Sirviente de la Casa Real Británica y "Munshi" de la Reina Victoria

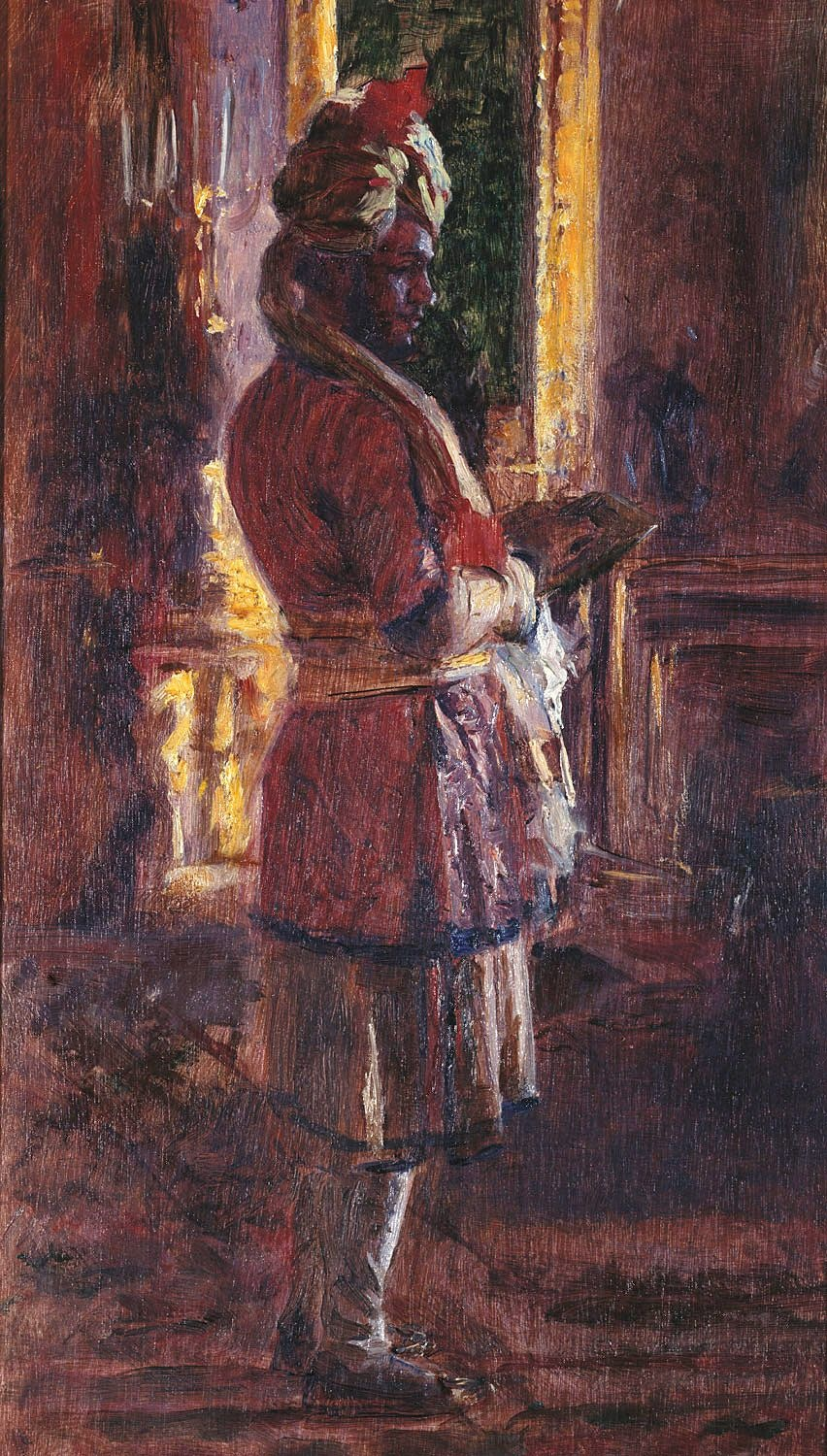
El Munshi en un cuadro de Laurits Tuxen, encargado por la reina Victoria, (1887).

Después de un viaje en tren de Agra a Bombay y en un barco de vapor correo a Gran Bretaña, Karim y Buksh llegaron al Castillo de Windsor en junio de 1887. Fueron puestos a cargo del General de División Dennehy y primero sirvieron a la Reina en el desayuno en Frogmore House en Windsor el 23 de junio de 1887. La reina describió a Karim en su diario de ese día: "El otro, mucho más joven, es mucho más liviano [que Buksh], alto y con un semblante serio y fino. Su padre es médico nativo en Agra. Ambos me besaron los pies". 
Cinco días después, la reina señaló que "los indios siempre esperan ahora y lo hacen, así de bien y en silencio".  El 3 de agosto, ella escribió: "Estoy aprendiendo unas pocas palabras del indostaní para hablar con mis sirvientes. Es de gran interés para mí tanto por el idioma como por la gente, con la que, naturalmente, nunca antes había entrado en contacto real". El 20 de agosto degustó un "curry excelente" preparado por uno de los sirvientes. El 30 de agosto, Karim le estaba enseñando urdu, que utilizó durante una audiencia en diciembre para saludar al Maharani Chimnabai de Baroda. 
A Victoria le gustó mucho Karim y ordenó que se le diera instrucción adicional en el idioma inglés. En febrero de 1888 había "aprendido inglés maravillosamente", según Victoria. Después de quejarse con la Reina de que había sido empleado en la India y que, por lo tanto, el trabajo de baja categoría como mesero estaba por debajo de él,  fue ascendido al puesto de "Munshi" en agosto de 1888. En su diario, la reina escribe que hizo este cambio para que él se quedara: "En particular, deseo conservar sus servicios porque me ayuda a estudiar el indostaní, lo que me interesa mucho, y es muy inteligente y útil". Las fotografías de él esperando en la mesa fueron destruidas y se convirtió en el primer empleado personal indio de la Reina. Buksh permaneció al servicio de la Reina, pero solo como khidmatgar o sirviente de mesa, hasta su muerte en Windsor en 1899. 
Según la biógrafa de Karim, Sushila Anand, las propias cartas de la Reina atestiguan que "sus conversaciones con el Munshi fueron muy variadas: filosóficas, políticas y prácticas. Tanto la cabeza como el corazón estaban comprometidos. No hay duda de que la Reina encontró en Abdul Karim un conexión con un mundo que era fascinantemente extraño, y un confidente que no le daría la línea oficial".  Karim fue puesto a cargo de los otros sirvientes indios y se hizo responsable de sus cuentas. Victoria lo elogió en sus cartas y en su diario. "Le tengo mucho cariño", escribió, "es tan bueno, gentil y comprensivo con todo lo que quiero y es un verdadero consuelo para mí". Admiraba a "su empleado indio personal y Munshi, que es un hombre excelente, inteligente, verdaderamente piadoso y muy refinado, que dice: 'Dios lo ordenó' [...] ¡Las órdenes de Dios es lo que obedece implícitamente! Tal fe como la de ellos y tal escrupulosidad nos puso un gran ejemplo". En el castillo de Balmoral, la propiedad escocesa de la reina, a Karim se le asignó la habitación que anteriormente ocupaba John Brown, un sirviente favorito de la reina que había muerto en 1883. A pesar de la forma seria y digna que Karim mostró al mundo exterior, la reina escribió que "él es muy amable y alegre con las doncellas de la reina y ahora se ríe e incluso bromea, las invitó a venir y ver todas sus cosas buenas ofreciéndoles fruta y pastel para comer". 

### Cercanía con la Reina Victoria y roces con la Casa Real
En noviembre de 1888, Karim recibió un permiso de cuatro meses para regresar a la India, tiempo durante el cual visitó a su padre. Karim le escribió a Victoria que su padre, que estaba a punto de jubilarse, tenía la esperanza de recibir una pensión y que su antiguo empleador, John Tyler, buscaba un ascenso. Como resultado, a lo largo de los primeros seis meses de 1889, Victoria escribió al virrey de la India, Lord Lansdowne, exigiendo acción sobre la pensión de Waziruddin y la promoción de Tyler. El virrey se mostró reacio a continuar con los problemas porque Waziruddin le había dicho al gobernador local, Sir Auckland Colvin, que solo deseaba gratitud y también porque Tyler tenía reputación de comportamiento sin tacto y comentarios de mal humor. 
El rápido ascenso de Karim comenzó a crear celos y descontento entre los miembros de la Casa Real , quienes normalmente nunca se mezclarían socialmente con indios por debajo del rango de príncipe. La Reina esperaba que dieran la bienvenida a Karim, un indio de origen común, entre ellos, pero no estaban dispuestos a hacerlo. Karim, por su parte, esperaba ser tratado como un igual. Cuando Albert Edward, Príncipe de Gales (más tarde Eduardo VII), organizó un entretenimiento para la Reina en Sandringham House el 26 de abril de 1889, Karim descubrió que le habían asignado un asiento con los sirvientes. Sintiéndose insultado, se retiró a su habitación. La Reina reaccionó ante esto, afirmando que debería haber estado sentado entre los miembros de la Casa. Cuando la reina asistió a los Highland games en 1890, su hijo, el príncipe Arturo, duque de Connaught y de Strathearn, se acercó indignado al secretario privado de la reina, Sir Henry Ponsonby, después de ver al Munshi entre la nobleza. Ponsonby sugirió que, dado que era "por orden de la reina", el duque debería acercarse a la reina al respecto. "Esto lo calló por completo", señaló Ponsonby.

El rápido avance y la arrogancia personal del «Munshi» inevitablemente habrían llevado a su impopularidad, pero el hecho de su raza hizo que todas las emociones se encendieran en su contra. El racismo fue un flagelo de la época; iba de la mano con la creencia en la idoneidad del dominio global de Gran Bretaña. Para un indio de piel oscura, poner casi al mismo nivel que los sirvientes blancos de la reina era casi intolerable, para él comer en la misma mesa que ellos, para compartir su vida diaria, se consideraba un ultraje. Sin embargo, la reina estaba decidida a imponer la armonía en su hogar. El odio racial era intolerable para ella, y el "buen y querido Munshi" no merecía nada más que respeto
Carolly Erickson, biógrafa de la reina Victoria.

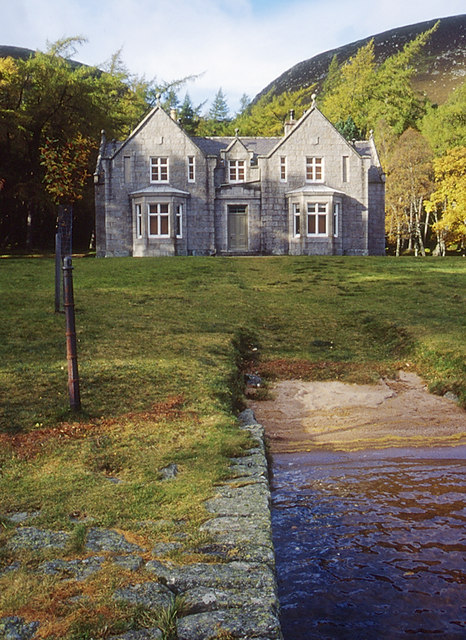
Glas-allt-Shiel: escapada remota de Victoria en la finca Balmoral.

Cuando le presentaron las quejas, Victoria se negó a creer cualquier comentario negativo sobre Karim. Ella descartó las preocupaciones sobre su comportamiento, considerado la prepotencia de los miembros de la Casa y el personal, como "muy mal". En junio de 1889, el cuñado de Karim, Hourmet Ali, vendió uno de los broches de Victoria a un joyero en Windsor. La reina aceptó la explicación de Karim de que Ali había encontrado el broche y que en la India era costumbre quedarse con todo lo que se encontraba, mientras que el resto de la Casa pensaba que Ali lo había robado. En julio, a Karim se le asignó la habitación que anteriormente ocupaba James Reid, el médico de Victoria, y se le dio el uso de una sala de estar privada. 
La Reina, influenciada por el Munshi, continuó escribiendo a Lord Lansdowne sobre el tema de la promoción de Tyler y la administración de la India. Expresó reservas sobre la introducción de consejos electos sobre la base de que los musulmanes no ganarían muchos escaños porque eran una minoría, e instó a que las fiestas hindúes se reprogramaran para no entrar en conflicto con las musulmanas. Lansdowne descartó la última sugerencia como potencialmente divisiva, pero nombró a Tyler inspector general interino de Prisiones en septiembre de 1889. 
Para sorpresa y preocupación de la Casa, durante la estadía de Victoria en Balmoral en septiembre de 1889, ella y Karim se quedaron una noche en una casa remota en la finca, Glas-allt-Shiel en Loch Muick. Victoria había estado allí a menudo con Brown y después de su muerte había jurado no volver a quedarse allí nunca más. A principios de 1890, Karim se enfermó con un forúnculo inflamado en el cuello y Victoria le indicó a Reid, su médico, que atendiera a Karim. Ella le escribió a Reid expresando su ansiedad y explicando que se sentía responsable por el bienestar de sus sirvientes indios porque estaban muy lejos de su propia tierra. Reid realizó una operación para abrir y drenar la hinchazón, después de lo cual Karim se recuperó. Reid escribió el 1 de marzo de 1890 que la Reina estaba "visitando a Abdul dos veces al día, en su habitación tomando lecciones de indostaní, firmando sus cajas, examinando su cuello, alisando sus almohadas, etc.".

### Asuntos familiares y concesiones

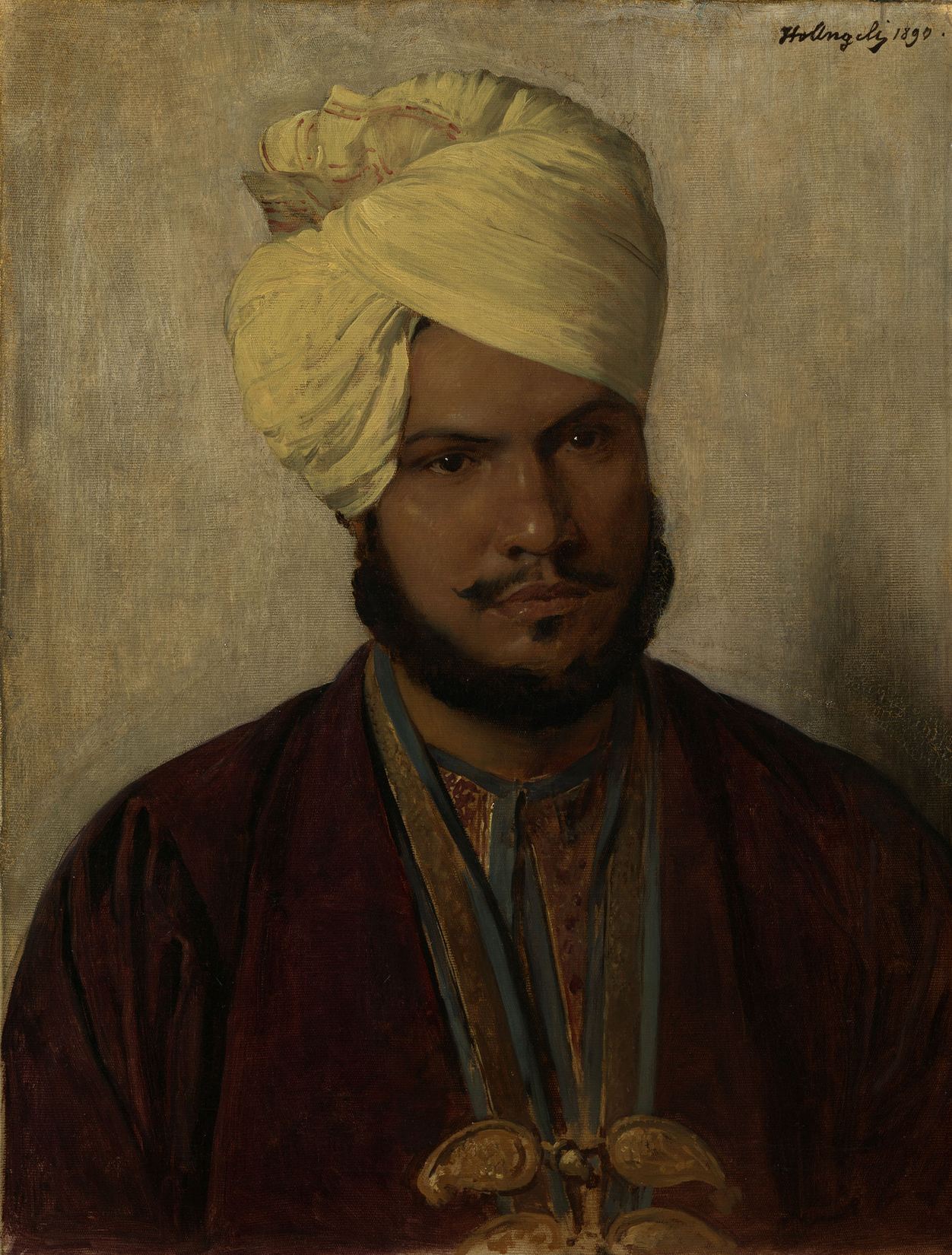
Retrato de Abdul Karim. Por Heinrich von Angeli, (1890).

En 1890, la Reina hizo pintar el retrato de Karim por Heinrich von Angeli. Según la reina, von Angeli estaba ansioso por pintar a Karim como nunca antes había pintado a un indio y "quedó tan impresionado con su hermoso rostro y color". El 11 de julio, escribió a Lansdowne y al Secretario de Estado de la India, Lord Cross, para "una concesión de tierras a su joven Munshi realmente ejemplar y excelente, Hafiz Abdul Karim". La anciana Reina no confiaba en que sus parientes y la Casa Real cuidaran del Munshi después de que ella muriera, por lo que buscó asegurar su futuro. Lansdowne respondió que las concesiones de tierras se otorgaban solo a los soldados, y solo en casos de servicio prolongado y meritorio. Sin embargo, el virrey accedió a buscar una subvención para Karim que proporcionaría unas 600 rupias anuales, la misma cantidad que un viejo soldado podría esperar después de un desempeño excepcional. Victoria escribió a Lansdowne repetidamente entre julio y octubre, presionándolo sobre la concesión de tierras. Aparte de las tierras baldías, había pocas tierras controladas por el gobierno cerca de Agra; por lo tanto, Lansdowne estaba teniendo problemas para encontrar una parcela adecuada.  El 30 de octubre, el Munshi partió de Balmoral para una licencia de cuatro meses en la India, viajando en el mismo barco que Lady Lansdowne. El mismo día, Lord Lansdowne telegrafió a la Reina para informarle que se había arreglado una concesión de tierras en los suburbios de Agra. Lansdowne se aseguró de informar a la Reina:

[...] muy recientemente, uno de los hombres que con peligro de su vida, y bajo un fuego fulminante, ayudó a volar la Puerta de Cachemira de Delhi en el motín, recibió, al retirarse del servicio, una concesión de tierra que rendía solo 250 rupias de por vida. Abdul Karim, a la edad de 26 años, había recibido una concesión perpetua de tierra que representaba un ingreso de más del doble de esa cantidad en reconocimiento a sus servicios como miembro de la Casa de Su Majestad.

Lansdowne visitó Agra en noviembre de 1890. Él y el Munshi se reunieron, y Lansdowne hizo los arreglos para que Karim se sentara con el personal virreinal durante un durbar. Lansdowne conoció tanto al Munshi como a Waziruddin en privado, y Lady Lansdowne conoció a su esposa y suegra, quienes fueron introducidas de contrabando en el campamento del virrey en secreto para cumplir con las reglas del purdah. 
En 1891, después del regreso de Karim a Gran Bretaña, le pidió a Reid que le enviara a su padre una gran cantidad de compuestos medicinales, que incluían estricnina, hidrato de cloral, morfina y muchos otros venenos. Reid calculó que la cantidad solicitada era "ampliamente suficiente para matar de 12.000 a 15.000 hombres adultos o una enorme cantidad de niños" y, en consecuencia, se negó. En cambio, Reid convenció a la reina de que las autoridades competentes de la India debían obtener los productos químicos a su costa. En junio de 1892, Waziruddin visitó Gran Bretaña y se quedó en los castillos de Balmoral y Windsor. Se retiró en 1893 y en los Honores de Año Nuevo de 1894 fue recompensado, para satisfacción de Victoria, con el título de Khan Bahadur, que según Lansdowne era "uno que, en circunstancias normales, el Doctor no se habría atrevido a esperar". 
En mayo de 1892, el Munshi regresó a la India con una licencia de seis meses; a su regreso lo acompañaron su esposa y su suegra. Ambas mujeres iban amortajadas de pies a cabeza y viajaban en compartimentos de ferrocarril con las cortinas corridas. Victoria escribió, "las dos damas indias... que son, creo, las primeras damas mahometanas purdah que alguna vez vinieron... mantienen su costumbre de reclusión total y de estar completamente cubiertas cuando salen, a excepción de los agujeros para sus ojos."  Como mujer, Victoria las vio sin velos. El Munshi y su familia se alojaron en cabañas ubicadas en Windsor, Balmoral y Osborne, el retiro de la Reina en la Isla de Wight. Victoria los visitaba regularmente, y por lo general traía a sus invitadas, incluidas la Emperatriz de Rusia y la Princesa de Gales, para conocer a las parientes femeninas del Munshi. Una visitante, Marie Mallet, la doncella de la reina y esposa del funcionario Bernard Mallet, registró:

"Acabo de ver a la esposa del Munshi (por mandato real). Es gorda y no fea, de un delicado tono chocolate y está magníficamente vestida, anillos en los dedos, anillos en la nariz, un espejo de bolsillo con turquesas en el pulgar y cada parte factible de su persona adornada con cadenas, pulseras y pendientes. anillos, un velo rosa sobre su cabeza bordeado con oro pesado y espléndidas fajas de seda y satén alrededor de su persona. Habla inglés de manera limitada..."

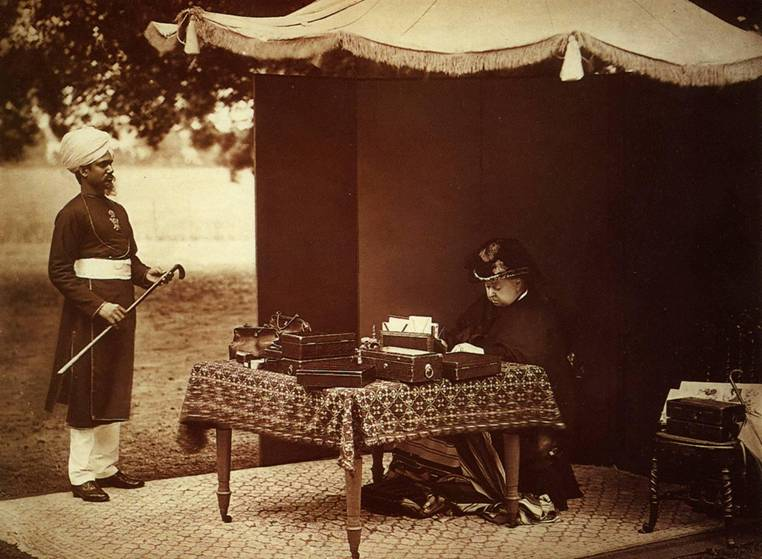
La reina Victoria y un asistente indio, (1893).

Reid nunca vio a la Sra. Karim sin velo, aunque afirmó que cada vez que lo llamaban para examinarla, una lengua diferente sobresalía de detrás del velo para su inspección. 
En 1892, el nombre del Munshi comenzó a aparecer en la Circular de la Corte entre los nombres de los funcionarios que acompañaban a la Reina en su viaje anual de marzo a la Riviera francesa. Como de costumbre, Victoria pasó la Navidad de 1892 en Osborne House, donde el Munshi, como había hecho en años anteriores, participó en tableaux vivants organizados como entretenimiento. Al año siguiente, durante las vacaciones anuales de Victoria en Europa continental, fue presentado al rey Humberto I de Italia. En palabras de un relato de un periódico contemporáneo, "El rey no entendía por qué este magnífico e imponente hindú debería haber sido presentado formalmente ante él. La idea popular en Italia es que el Munshi es un príncipe indio cautivo, que es llevado por la Reina como un signo externo y visible de la supremacía de Su Majestad en Oriente". 
En 1893, Victoria enviaba notas a Karim firmadas en urdu. A menudo firmaba sus cartas a Karim como "tu afectuosa madre, VRI"  o "tu verdaderamente devota y cariñosa madre, VRI". 

### Bodas de Diamante de la Reina Victoria y viajes

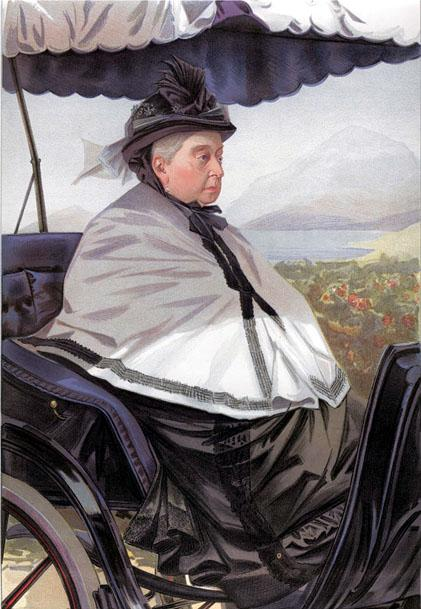
La reina Victoria de vacaciones en Cimiez, en el sur de Francia, por Jean Baptiste Guth.

Se percibía que el Munshi se había aprovechado de su posición como el favorito de la reina y se había elevado por encima de su condición de empleado de baja categoría, lo que provocó resentimiento en la corte. En un viaje por Italia, se publicó un anuncio en el Florence Gazette en el que decía que "[él] pertenece a una familia buena y muy respetuosa [sic]". Karim se negó a viajar con los otros indios y se apropió del baño de la criada para su uso exclusivo. En una visita a Coburgo, se negó a asistir al matrimonio de la nieta de Victoria, la princesa Victoria Melita de Sajonia-Coburgo-Gotha, porque su padre, el hijo de Victoria, Alfredo, duque de Sajonia-Coburgo-Gotha, le asignó un asiento en la galería con los sirvientes. Frente a la oposición de su familia y criados, la reina defendió a su favorito. Le escribió a su secretario privado, Sir Henry Ponsonby: "hacer ver que el pobre Munshi es tan bajo es realmente escandaloso y en un país como Inglaterra bastante fuera de lugar... Ha conocido a 2 arzobispos que eran hijos respectivamente de un carnicero y un tendero... El padre de Abdul vio un servicio bueno y honorable como médico y él [Karim] se siente herido en el corazón por habérsele hablado así". 
El mandato de Lord Lansdowne finalizó en 1894 y fue reemplazado por Lord Elgin. El hijo de Ponsonby, Frederick, fue ayudante de campo de Elgin en la India durante un corto tiempo antes de ser nombrado palafrenero de Victoria. Victoria le pidió a Frederick que visitara a Waziruddin, el "cirujano general" en Agra. A su regreso a Gran Bretaña, Frederick le dijo a Victoria que Waziruddin "no era el cirujano general sino solo el boticario en la cárcel", lo que Victoria "negó rotundamente" diciendo que Frederick "debe haber visto al hombre equivocado". Para "marcar su disgusto", Victoria no invitó a Frederick a cenar durante un año. 
En la Navidad de 1894, el Munshi envió a Lord Elgin una tarjeta de felicitación sentimental, que para consternación de Victoria no fue correspondida. A través de Frederick Ponsonby, se quejó con Elgin, quien respondió que él "no imaginaba que fuera necesario ningún reconocimiento, o que la Reina esperaría que enviara uno", señalando "lo imposible que sería para un virrey indio para entablar correspondencia de este tipo". 
Frederick le escribió a Elgin en enero de 1895 que Karim era profundamente impopular en la Casa y que ocupaba "en gran medida la misma posición que solía ocupar John Brown". Las princesas Luisa y Beatriz, el príncipe Enrique de Battenberg, el primer ministro Lord Rosebery y el secretario de Estado de la India, Henry Fowler, expresaron su preocupación por Karim con la reina, quien "se negó a escuchar lo que tenían que decir, pero estaba muy enojada, así que como ven, el Munshi es una especie de mascota, como un perro o un gato, que la Reina no está dispuesta a abandonar".  Lord Elgin fue advertido tanto por Ponsonby como por la Oficina de la India, que la Reina dio sus cartas al Munshi para que las leyera y que, en consecuencia, su correspondencia con ella no debería ser de carácter confidencial. Los asesores de Victoria temían la asociación de Karim con Rafiuddin Ahmed, un activista político indio residente en Londres que estaba conectado con la Liga Patriótica Musulmana. Sospechaban que Ahmed extrajo información confidencial de Karim para pasársela al emir de Afganistán, Abdur Rahman Khan. No hay indicios de que estos temores estuvieran bien fundados, o que el Munshi fuera alguna vez indiscreto.
Durante las vacaciones anuales de la reina en la Riviera francesa, en marzo de 1895, los periódicos locales publicaron artículos sobre Le Munchy, secrétaire indien y le professor de la Reine, que según Frederick Ponsonby fueron instigados por Karim. En los honores de cumpleaños de la reina de 1895 en mayo, Karim fue nombrado Compañero de la Orden del Imperio Indio (CIE), a pesar de la oposición de Rosebery y Fowler. Tyler estaba asombrado por la elevación de Karim cuando visitó Inglaterra el mes siguiente. 
Después de las elecciones generales del Reino Unido de 1895, Rosebery y Fowler fueron reemplazados por Lord Salisbury y Lord George Hamilton respectivamente. Hamilton pensó que Karim no era tan peligroso como algunos suponían, pero que era "un hombre estúpido, y por eso puede convertirse en una herramienta en manos de otros hombres". A principios de 1896, Karim regresó a la India con una licencia de seis meses, y Hamilton y Elgin lo pusieron bajo vigilancia "discreta". No se atrevieron a ser demasiado obvios para que el Munshi no se dieran cuenta y se quejara ante la Reina. A pesar de los temores de que Karim pudiera encontrarse con agentes hostiles, su visita a casa parece haber transcurrido sin incidentes. 
Se fue de Bombay a Gran Bretaña en agosto de 1896, trayendo consigo a su joven sobrino, Mohammed Abdul Rashid. Karim no tuvo hijos propios. Victoria había hecho arreglos para que una doctora examinara a la esposa del Munshi en diciembre de 1893, ya que la pareja había estado tratando de concebir sin éxito. En 1897, según Reid, Karim tenía gonorrea. 

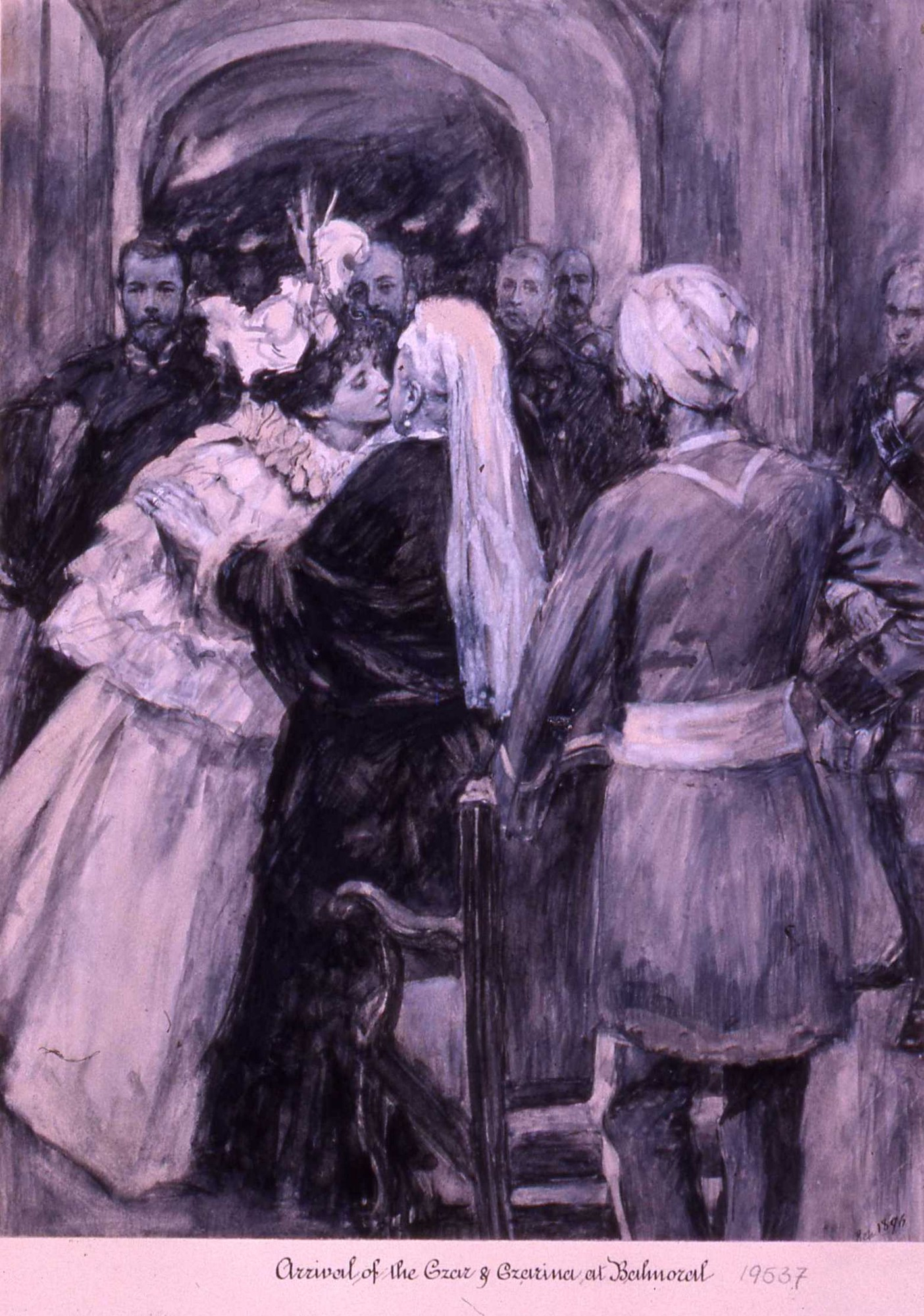
Llegada del emperador de Rusia, Nicolás II, y su esposa la emperatriz Alejandra Fiodoróvna, a Balmoral en septiembre de 1896. En el plano pueden observarse los criados de la India que tenía la reina Victoria.

En marzo de 1897, cuando los miembros de la Casa se preparaban para partir hacia Cimiez para la visita anual de la Reina, insistieron en que Karim no acompañara a la comitiva real y decidieron renunciar si lo hacía. Cuando Harriet Phipps, una de las damas de honor de la Reina, le informó de la decisión colectiva, la Reina arrojó el contenido de su escritorio al suelo con furia. La Casa se echó atrás, pero las vacaciones se vieron empañadas por un aumento del resentimiento y las disputas entre la Casa y Victoria. Ella pensó que su desconfianza y disgusto por Karim estaba motivado por "prejuicios raciales" y celos. Cuando Rafiuddin Ahmed se unió a Karim en Cimiez, la Casa lo obligó a irse, lo que Victoria consideró "vergonzoso", y le pidió al primer ministro que se disculpara con Ahmed, explicando que solo estaba excluido porque había escrito artículos en los periódicos y los periodistas no estaban permitidos. Ponsonby escribió a fines de abril, "[el Munshi] resulta ser un hombre completamente estúpido y sin educación, y su única idea en la vida parece ser no hacer nada y comer tanto como pueda". Reid advirtió a la Reina que su apego a Karim había llevado a cuestionar su cordura, y Hamilton telegrafió a Elgin solicitando información sobre el Munshi y su familia en un esfuerzo por desacreditarlo. Al recibir la respuesta de Elgin de que eran "respetables y dignos de confianza... pero con una posición de familia humilde", Hamilton concluyó que "el Munshi no ha hecho nada, que yo sepa, que sea censurable o que merezca una restricción oficial... No estarían en lo correcto, a menos que estuvieran en relación con alguna declaración o acusación definida". Sin embargo, autorizó una mayor investigación del "intrigante mahometano llamado Rafiuddin". Nunca se probó nada contra Ahmed,  quien más tarde se convirtió en funcionario del gobierno de Bombay y fue nombrado caballero en 1932. El efecto de la disputa, en palabras de Hamilton, fue "ponerlo [al Munshi] más en su humilde lugar, y su influencia no será la misma en el futuro". 
Después de la angustia de 1897, Victoria trató de tranquilizar al Munshi. "En mis arreglos testamentarios he asegurado su comodidad", le escribió, "y siempre he pensado bien en usted. La larga carta que adjunto, que fue escrita hace casi un mes, es entera y únicamente mi propia idea, ningún ser humano sabrá jamás de eso ni de lo que me respondas. Si no puedes leerlo, te ayudaré y luego lo quemaré de inmediato". Ella le dijo a Reid que las disputas los pusieron a ella y al Munshi bajo presión, lo que él respondió que era poco probable en el caso de este último "a juzgar por su apariencia robusta y su corpulencia no disminuida". Lord Salisbury le dijo a Reid que también pensaba que era poco probable en su caso, y que en secreto disfrutaba de las discusiones porque eran "la única forma de emoción que podía tener". 
Reid parece haberse unido a los otros miembros de la Casa para quejarse del Munshi, ya que la Reina le escribió: "Pensé que te interponías entre ellos y yo, pero ahora siento que intervienes con el resto". En 1899, los miembros de la Casa insistieron nuevamente en que Karim no acompañara a la comitiva real cuando la Reina tomaba sus vacaciones anuales en Cimiez. La reina hizo que Karim permaneciera en Windsor y, cuando el grupo se instaló en el hotel Excelsior Regina, telegrafió a Karim para que se uniera a ellos. 

### Últimos años y retorno a la India
A fines de 1898, se finalizó la compra de Karim de una parcela de tierra adyacente a su concesión anterior; se había convertido en un hombre rico. Reid afirmó en su diario que había cuestionado a Karim por sus tratos financieros: "Usted le ha dicho a la Reina que en la India no se dan recibos por dinero, y por lo tanto no debe darle ninguno a Sir F. Edwards [Guardián de la Privy Purse]. Esto es una mentira y significa que deseas engañar a la Reina". El Munshi le dijo a la Reina que proporcionaría recibos en respuesta a las acusaciones, y Victoria le escribió a Reid desestimando las acusaciones, calificándolas de "vergonzosas". 
Karim le pidió a Victoria el título de "Nawab", el equivalente indio de un par, y que lo nombrara Caballero Comandante de la Orden del Imperio Indio (KCIE), lo que lo convertiría en "Sir Abdul Karim". Elgin, horrorizado, sugirió en cambio que hiciera a Karim miembro de la Real Orden Victoriana (MVO), que era un regalo personal suyo, no otorgaba ningún título y tendría poca implicación política en la India. Privy Purse Sir Fleetwood Edwards y el primer ministro Lord Salisbury desaconsejaron incluso el honor más bajo.  Sin embargo, en 1899, con motivo de su 80 cumpleaños, Victoria nombró a Karim comandante de la orden (CVO), un rango intermedio entre miembro y caballero.
El Munshi regresó a la India en noviembre de 1899 durante un año. Waziruddin, descrito como "un anciano cortés" por Lord Curzon, el reemplazo de Elgin como virrey, murió en junio de 1900.  Cuando Karim regresó a Gran Bretaña en noviembre de 1900, Victoria había envejecido visiblemente y su salud estaba fallando. A los tres meses estaba muerta. 
Después de la muerte de Victoria, su hijo, Eduardo VII, despidió al Munshi y sus parientes de la corte y los envió de regreso a la India. Sin embargo, Eduardo permitió que el Munshi fuera el último en ver el cuerpo de Victoria antes de que se cerrara su ataúd, y que fuera parte de su cortejo fúnebre. Casi toda la correspondencia entre Victoria y Karim fue quemada por orden de Eduardo. Lady Curzon escribió el 9 de agosto de 1901:

Charlotte Knollys me dijo que el espantajo Munshi, que había asustado a toda la casa de Windsor durante muchos años, había resultado ser una farsa ridícula, ya que el pobre hombre no solo había entregado todas sus cartas sino también las fotos firmadas por la Reina y había regresado a la India como un sabueso azotado. Todos los sirvientes indios han regresado, así que ahora no hay imagen oriental ni rareza en la corte.

## Vida posterior y fallecimiento
En 1905-1906, Jorge, príncipe de Gales, visitó la India y le escribió al rey desde Agra: "Por la noche vimos al Munshi. No se ha vuelto más hermoso y está engordando. Debo decir que fue muy cortés y humilde y realmente se contentó de vernos. Llevaba su CVO que no tenía idea de que tenía. Me dijeron que vive tranquilamente aquí y no da ningún problema". 
El Munshi murió en su casa, Karim Lodge, en su propiedad en Agra el 20 de abril de 1909. Le sobrevivieron dos esposas, y fue enterrado en un mausoleo con forma de pagoda en el cementerio Panchkuin Kabaristan en Agra junto a su padre. 
Siguiendo las instrucciones de Eduardo VII, el Comisionado de Agra, W. H. Cobb, visitó Karim Lodge para recuperar la correspondencia restante entre el Munshi y la Reina o su Casa, que fue confiscada y enviada al Rey.  El virrey (por entonces Lord Minto), el teniente gobernador John Hewitt y los funcionarios de la Oficina de la India desaprobaron la incautación y recomendaron que se devolvieran las cartas. Finalmente, el rey devolvió cuatro, con la condición de que se los devolvieran a él a la muerte de la primera esposa del Munshi. La familia de Karim, que había emigrado a Pakistán durante la Partición, mantuvo oculto su diario y parte de su correspondencia hasta 2010, cuando se hizo público.

## Cultura popular

### Cinematografía
Su relación con la reina Victoria fue representada en la película Victoria & Abdul (2017) del director Stephen Frears. El actor Ali Fazal interpretó a Abdul Karim y Judi Dench, a la reina Victoria.